# ベギシェヴォ空港
ベギシェヴォ空港（ロシア語: Аэропорт Бегишево、タタール語: Бегишево Халыкара Аэропорты、英語: Begishevo Airport）は、ロシア・タタールスタン共和国の工業都市ニジネカムスクにある空港。近隣に同じく工業都市ナーベレジヌイェ・チェルヌイがあり、両都市で共用する形になっている。
ナーベレジヌイェ・チェルヌイの人口が54万人であるのに対しニジネカムスクの人口は24万人と半分以外であるが、アエロフロートやポベーダなど主要航空会社では当空港をニジネカムスクと呼称している。

## 概要
空港の所有者は隣のナーベレジヌイェ・チェルヌイに本社を置く、欧州でも名高いトラック製造メーカーの大手KAMAZである。

## 就航航空会社と就航都市

### 国内線
| 航空会社           | 就航地                                             |
| ------------------ | -------------------------------------------------- |
| アエロフロート     | モスクワ/シェレメーチエヴォ                        |
| ロシア航空         | モスクワ/シェレメーチエヴォ                        |
| ポベーダ           | モスクワ/ヴヌコーヴォ、サンクトペテルブルク、ソチ  |
| ノルドウィンド航空 | ソチ                                               |
| UVTアエロ          | カザン、トボリスク                                 |
| アジムート         | ミネラーリヌィエ・ヴォードィ、ニジネヴァルトフスク |